# Histieo
Histieo (en griego antiguo: Ἱστιαῖος) (Muerte: c. 494 a. C.) fue un general ateniense, convertido en tirano de Mileto por Darío I de Persia. Tras prestar servicios en el ejército y en la corte, se dedicó a la piratería. Fue empalado por los persas.

## Biografía

Mapa de las revueltas de las ciudades jonias previas a las guerras médicas donde se muestra, en color morado, la ruta de las campañas de Histieo.

Se le menciona en los 9 libros de la Historia de Heródoto por haber mantenido la flota jonia en el Helesponto, salvando así al ejército persa de la derrota ante los escitas. Premiado por ello, Darío le permitió crear una colonia, pero Megabazo, general de Darío, advirtió sus intenciones de sublevarse contra sus amos persas.
Era el tirano de Mileto puesto por los persas poco antes de la revuelta jónica. Mileto era la gran metrópolis persa en el Mar Egeo, sede de la marina de guerra imperial y principal centro comercial con un estatus especial que prácticamente la convertía en una aliada de los persas. 
Durante la campaña escita de Darío I formó parte del contingente griego que custodiaba el puente de barcas sobre el Danubio, por donde cruzó el ejército del Gran Rey; convenció a los jonios de que no destruyeran el puente, abandonando así a Darío y no se rebelaran contra los persas, propuesta que defendía Milcíades de Atenas. Darío, gracias a Histieo, pudo regresar a Asia con su ejército sano y salvo y como premio por sus servicios, le dio el señorío de Mircino, en Tracia, región rica en minas de plata y bosques, ideal para construir una flota; lugar fronterizo donde un hombre ambicioso podía hacer fortuna.
Megabazo, el comandante en jefe persa de todos los territorios europeos recién adquiridos por el Gran Rey no confiaba en Histieo y comenzó a desacreditarlo ante este indicándole que un hombre como Histieo, con esos recursos ,podría ser un formidable enemigo. Darío decidió no desposeer a Histieo de sus territorios, para no reconocer su error, y otorgarle el título de consejero del rey en asuntos griegos y «compañero de la mesa real», medidas por las que el tirano hubo de abandonar su patria y ambiciones y acompañar al Gran rey a Susa, a donde marchó resignado, pero no abandonó sus ambiciones y solo esperaba la oportunidad propicia para llevarlas a cabo.
Envió un esclavo a Aristágoras, familiar suyo y tirano interino de Mileto, con un mensaje con instrucciones bajo el cabello, para que se levantara contra los persas; este que ya lo había decidido antes de recibir el mensaje, inició la revuelta de Jonia.
Darío, tal como esperaba Histieo, lo envió como agente suyo para resolver esta crisis. Llegó a Sardes y Artafernes, sátrapa de Lidia y hermano de Darío, no solo no confiaba en él sino que le acusó de ser el instigador de la rebelión. Histieo huyó de Sardes y se encaminó a Jonia para liderar la insurrección, pero fue encarcelado en Quíos, puesto que los griegos creían que era un agente del rey aqueménida; verificaron su desobediencia al persa y lo liberaron.
Histieo convenció a los jonios de ser el instigador de la revuelta y envió unas cartas a Sardes dirigidas a unos notables persas con los que había acordado una conjura, las cartas fueron entregadas a Artafernes, quien deshizo la conjura y ejecutó a los traidores. 
Aristágoras ya había muerto y Histieo trató de liderar Mileto, pero tuvo que huir de allí; tampoco lo escucharon en Quíos. Tuvo mayor fortuna en Mitilene donde consiguió el mando de 8 barcos con los que se dedicó a la piratería en aguas de Bizancio. 
Tras la caída de Mileto, Histieo trasladó sus operaciones a Quíos donde tomó Policne y la convirtió en su cuartel general. Logró reunir un pequeño ejército con los jonios fugitivos de los persas, y sitió la ciudad de Tasos.
Ante el avance de la flota fenicia hacia Lesbos, levantó el asedio de Tasos y llevó su ejército a Asia Menor para abastecerse en la región de Misia, donde accidentalmente encontró un ejército persa dirigido por Harpago, que destruyó a los jonios y capturó a Histieo.
Histieo fue conducido a Sardes donde Artafernes lo mandó empalar y su cabeza embalsamada fue enviada a Susa.